# Myiocnema comperei
Myiocnema comperei is een vliesvleugelig insect uit de familie Aphelinidae. De wetenschappelijke naam is voor het eerst geldig gepubliceerd in 1900 door Ashmead.